# UEFAヨーロッパリーグ 2018-19 決勝

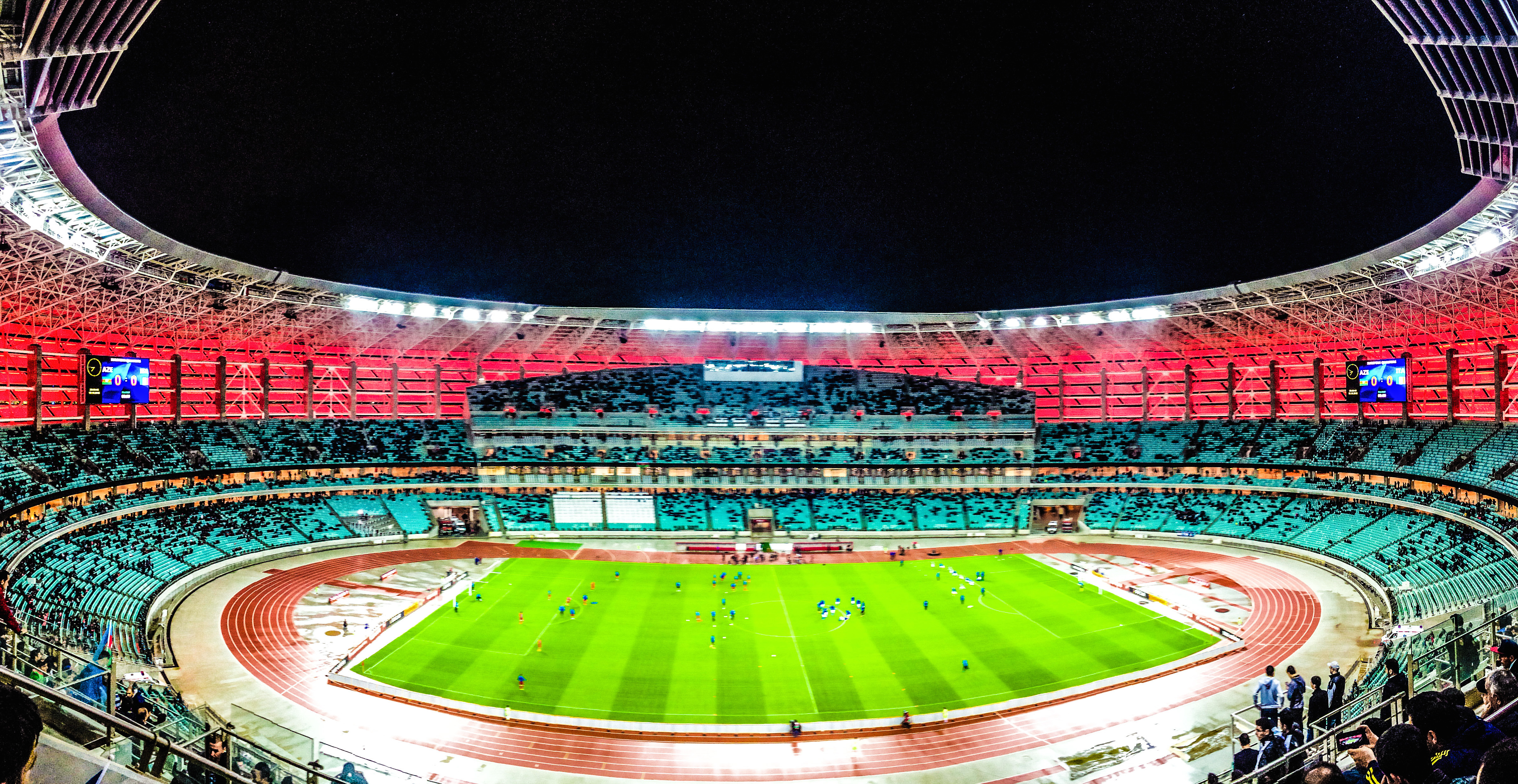
決勝戦が行われたバクー・オリンピックスタジアム

UEFAヨーロッパリーグ 2018-19 決勝 (英語: UEFA Europa League 2018-19 Final)は、欧州サッカー連盟 (UEFA)により開催されるUEFAヨーロッパリーグ 2018-19の決勝戦であり、10回目のUEFAヨーロッパリーグの決勝戦である (UEFAカップ時代を含めると48回目)。試合は2019年5月29日水曜日にアゼルバイジャン・バクーのバクー・オリンピックスタジアムで開催された。決勝戦は、ともにプレミアリーグに所属するチェルシーFCとアーセナルFCの間で行われた。チェルシーが6年ぶり2度目の優勝を果たし、UEFAチャンピオンズリーグ 2018-19王者と対戦する2019 UEFAスーパーカップの出場権を獲得した。

## 試合前
チェルシーは、今大会が2013年以来2回目の決勝進出である。そのときにはブラニスラヴ・イヴァノヴィッチの劇的なゴールでSLベンフィカを下し優勝を飾った。その他の欧州大会ではUEFAカップウィナーズカップの決勝に2回進出し(1971年、1998年)ともに優勝、UEFAチャンピオンズリーグの決勝に2度進んで(2008年、2012年)1度優勝している(2012年)。
一方のアーセナルも2回目の決勝進出である。しかしチェルシーとは対照的に、その2000年にはガラタサライSKに敗れ準優勝に終わっている。またUCL決勝では2006年に、UCWC決勝には3回の出場で2回(1980年、1995年)敗退しており、唯一の欧州大会制覇が1994年のものとなっている。ただし、UC/UEL前身のインターシティーズ・フェアーズカップで優勝経験がある。また、監督のウナイ・エメリは過去にセビージャFCでUEL3連覇を達成しており今回が4回目の決勝進出。これは単独で歴代最多記録である。仮にこの試合に勝利して4度目の優勝となれば、UC時代のジョバンニ・トラパットーニを抜いてこちらも単独最多となる。
両チームはともにプレミアリーグに所属し、さらには同都市ロンドンを本拠とすることから、このカードはビッグロンドン・ダービーとして知られている。UC/UELの決勝がローカル・ダービーとなるのは史上初であり、UEFAのコンペティションに幅を広げてもUCLで2014年と2016年、UEFAスーパーカップで2018年に行われたマドリードダービーのみである。UC/UEL決勝でのイングランド勢同国対決は1972年以来2度目、同国対決自体は10度目。またチェルシーは先述の2008年UCL決勝でマンチェスター・ユナイテッドFCに敗れた過去を持つ。
両者今まで唯一の欧州大会での対戦はUEFAチャンピオンズリーグ 2003-04の準々決勝。チェルシーが2戦合計3-2で突破を果たした。この試合前までの対戦成績はアーセナルの76勝58分63敗。18-19シーズンはリーグ戦のみの対戦でともにホームチームが勝利している。
UEFAチャンピオンズリーグ 2018-19の決勝にトッテナム・ホットスパーFCとリヴァプールFCが勝ち進んだことにより、史上初めて同一シーズンのUEFA大会決勝を一国で独占することとなった。

### 試合会場
今シーズンは初めてUEFAのクラブ大会ファイナルの立候補地が公開されるようになり、6つのサッカー連盟が
誘致に興味を持っていることが2017年2月3日にUEFAによって明かされ、同年6月7日に候補は以下の3つに固まった。
| 協会             | 都市           | スタジアム                                   | 収容能力 | 備考                       |
| ---------------- | -------------- | -------------------------------------------- | -------- | -------------------------- |
| アゼルバイジャン | バクー         | バクー・オリンピックスタジアム               | 69,870人 | UCL決勝にも応募            |
| スペイン         | セビリア       | エスタディオ・ラモン・サンチェス・ピスフアン | 42,500人 |                            |
| トルコ           | イスタンブール | ボーダフォン・アリーナ                       | 41,903人 | UEFAスーパーカップにも応募 |

2017年9月20日、UEFAの理事会でバクー・オリンピックスタジアムが選出された。欧州クラブコンペティションの決勝開催は初めてで、UEFA EURO 2020の会場の1つとなることも決まっている。

### アンバサダー
当大会のアンバサダーは元オランダ代表のストライカーであるピエール・ファン・ホーイドンクが務める。2002年決勝ではボルシア・ドルトムント相手に2ゴールを挙げ、フェイエノールトをUC優勝に導いた。

### チケット販売
全64,000枚のチケットのうち、37,500枚がファン・一般に対して販売される。両チームのファンにはそれぞれ6,000枚ずつが割り当てられ、それ以外は一般チケットとして2019年3月7日から3月21日まで販売された。チケットの販売価格は以下のとおり。なお、残りのチケットは地元の組織委員会、UEFA、各国サッカー協会、スポンサー、放送業者等に割り当てられる。
| カテゴリー  | 販売価格  |
| ----------- | --------- |
| カテゴリー1 | 140ユーロ |
| カテゴリー2 | 90ユーロ  |
| カテゴリー3 | 50ユーロ  |
| カテゴリー4 | 30ユーロ  |

## 決勝戦までの道のり
註: 以下のすべての結果は、決勝戦進出2クラブの得点を前に表示している。
| チーム       | 試 | 勝 | 分 | 敗 | 得 | 失 | 差 | 点 |
| ------------ | -- | -- | -- | -- | -- | -- | -- | -- |
| チェルシー   | 6  | 5  | 1  | 0  | 12 | 3  | +9 | 16 |
| BATEボリソフ | 6  | 3  | 0  | 3  | 9  | 9  | 0  | 9  |
| MOLヴィディ  | 6  | 2  | 1  | 3  | 5  | 7  | -2 | 7  |
| PAOK         | 6  | 1  | 0  | 5  | 5  | 12 | -7 | 3  |

| チーム                   | 試 | 勝 | 分 | 敗 | 得 | 失 | 差  | 点 |
| ------------------------ | -- | -- | -- | -- | -- | -- | --- | -- |
| アーセナル               | 6  | 5  | 1  | 0  | 12 | 2  | +10 | 16 |
| スポルティングCP         | 6  | 4  | 1  | 1  | 13 | 3  | +10 | 13 |
| ヴォルスクラ・ポルタヴァ | 6  | 1  | 0  | 5  | 4  | 13 | -9  | 3  |
| カラバフ                 | 6  | 1  | 0  | 5  | 2  | 13 | -11 | 3  |

## 試合

### 審判団
2019年5月13日、UEFAはFIGC所属の国際審判員ジャンルカ・ロッキを当試合の主審に任命した。ロッキは過去2度(2010年、2017年)のUEL決勝で第4審判を担当した経験がある。副審は同じくイタリアのメリとマンガネッリ、第4審判も同様にイタリアのオルサートが務める。またUELで初めて採用されるVAR担当には計4名の審判が選出された。

### チーム状況
チェルシーはこのシーズンにブレイクスルーを果たしたユース出身の2選手、カラム・ハドソン＝オドイとルーベン・ロフタス＝チークがともにアキレス腱の怪我で、さらにはセンターバックのレギュラーを担うアントニオ・リュディガーが膝の負傷でメンバー外に。一方のアーセナルは今シーズン限りでの退団とユヴェントスFC移籍が決まっているアーロン・ラムジーがハムストリングの怪我で、FCバルセロナから冬に期限付き移籍したデニス・スアレスが鼠径部の故障で、エクトル・ベジェリンとロブ・ホールディングがともに靭帯断裂による長期離脱中でそれぞれ欠場。またヘンリク・ムヒタリアンは、母国アルメニアと開催国アゼルバイジャンの政治的対立(ナゴルノ・カラバフ問題)のため、選手の安全を確保することが難しいとして遠征に帯同しないことをアーセナルが決定した。

### 試合展開

#### 試合前
チェルシーはフランクフルトとの準決勝第2戦から2名変更。膝の負傷で出場が危ぶまれたエンゴロ・カンテが間に合い、ロフタス＝チークに代わって先発、右ウイングはペドロ・ロドリゲスが入り、ウィリアンはベンチスタートとなった。一方アーセナルはバレンシアとの準決勝第2戦から変更なし。トップ下はメスト・エジル、右ウイングバックには若手のエインズリー・メイトランド＝ナイルズが起用されている。

#### 前半
9分、メイトランド＝ナイルズが右サイドを深く抉ってクロス、これをGKケパ・アリサバラガがパンチングした球がピエール＝エメリク・オーバメヤンに直接渡り、右足ダイレクトで合わせたが枠の左へと外れた。18分にはオーバメヤンのスルーパスに抜け出したアレクサンドル・ラカゼットがエリア内でGKケパに倒されるがノーファウルの判定。27分にはグラニト・ジャカがクロスバー直撃のシュートを放った。34分にエデン・アザールのスルーパスからエメルソン・パルミエリ、39分には下がって受けたアザールの楔のパスをジョルジーニョがワンタッチで落とし、オリヴィエ・ジルーがシュートを放つも、GKペトル・チェフに阻まれ、両チーム無得点のまま前半は終了した。

#### 後半
49分、ジルーがエメルソンのクロスにダイビングヘッドで合わせてチェルシーが先制。そこからはアザールやマテオ・コバチッチ、ジョルジーニョがドリブルで相手のマークを剥がせるようになり、チェルシーが一方的に押し込んでいく。すると60分、ショートカウンターからアザールの折り返しをペドロが左足で流し込んで追加点。65分、ジルーがエリア内で後ろからメイトランド＝ナイルズに倒されPKを獲得。これをアザールが決めリードを3点に広げた。アーセナルはマテオ・ゲンドゥージとアレックス・イウォビを同時投入し4バックに変更。すると69分、FKのこぼれ球をイウォビがエリア外から右足ダイレクトボレーでスーパーゴールを挙げた。その直後72分、ショートカウンターからジルーとのパス交換で抜け出したアザールにこの試合2点目を決めて、再びリードを広げた。その後はスコアは動かず、試合終了。チェルシーが4-1でアーセナルを破り、6年ぶり2度目の優勝を成し遂げた。

### 概要
| 2019年5月29日 23:00 AZT (UTC+4) |

| チェルシー                                             | 4 - 1    | アーセナル    |
| ジルー 49分 · ペドロ 60分 · アザール 65分 (pen.), 72分 | レポート | イウォビ 69分 |

| バクー・オリンピックスタジアム, バクー 観客数: 51,370人 主審: ジャンルカ・ロッキ |

| チェルシー | アーセナル |

| GK                   | 1  | ケパ・アリサバラガ           |      |      |
| RB                   | 28 | セサル・アスピリクエタ       |      |      |
| CB                   | 27 | アンドレアス・クリステンセン | 68分 |      |
| CB                   | 30 | ダヴィド・ルイス             |      |      |
| LB                   | 33 | エメルソン・パルミエリ       |      |      |
| CM                   | 7  | エンゴロ・カンテ             |      |      |
| CM                   | 5  | ジョルジーニョ               |      |      |
| CM                   | 17 | マテオ・コヴァチッチ         |      | 76分 |
| RW                   | 11 | ペドロ・ロドリゲス           | 56分 | 71分 |
| CF                   | 18 | オリヴィエ・ジルー           |      |      |
| LW                   | 10 | エデン・アザール             |      | 89分 |
| サブメンバー         |    |                              |      |      |
| GK                   | 13 | ウィリー・カバジェロ         |      |      |
| GK                   | 52 | ジェイミー・カミング         |      |      |
| DF                   | 3  | マルコス・アロンソ           |      |      |
| DF                   | 21 | ダヴィデ・ザッパコスタ       |      | 89分 |
| DF                   | 24 | ガリー・ケーヒル             |      |      |
| DF                   | 44 | イーサン・アンパドゥ         |      |      |
| MF                   | 8  | ロス・バークリー             |      | 76分 |
| MF                   | 51 | コナー・ギャラガー           |      |      |
| MF                   | 55 | ジョージ・マクイクラン       |      |      |
| FW                   | 9  | ゴンサロ・イグアイン         |      |      |
| FW                   | 22 | ウィリアン                   |      | 71分 |
| 監督                 |    |                              |      |      |
| マウリツィオ・サッリ |    |                              |      |      |

| GK             | 1  | ペトル・チェフ                       |      |
| CB             | 5  | ソクラティス・パパスタソプーロス     |      |
| CB             | 6  | ローラン・コシールニー               |      |
| CB             | 18 | ナチョ・モンレアル                   | 66分 |
| RWB            | 15 | エインズリー・メイトランド＝ナイルズ |      |
| CM             | 11 | ルーカス・トレイラ                   | 66分 |
| CM             | 34 | グラニト・ジャカ                     |      |
| LWB            | 31 | セアド・コラシナツ                   |      |
| AM             | 10 | メスト・エジル                       | 77分 |
| CF             | 9  | アレクサンドル・ラカゼット           |      |
| CF             | 14 | ピエール＝エメリク・オーバメヤン     |      |
| サブメンバー   |    |                                      |      |
| GK             | 19 | ベルント・レノ                       |      |
| GK             | 44 | デヤン・イリエフ                     |      |
| DF             | 12 | ステファン・リヒトシュタイナー       |      |
| DF             | 20 | シュコドラン・ムスタフィ             |      |
| DF             | 25 | カール・ジェンキンソン               |      |
| MF             | 4  | モハメド・エルネニー                 |      |
| MF             | 29 | マテオ・ゲンドゥージ                 | 66分 |
| MF             | 59 | ジョー・ウィロック                   | 77分 |
| FW             | 17 | アレックス・イウォビ                 | 66分 |
| FW             | 23 | ダニー・ウェルベック                 |      |
| FW             | 49 | エディ・ヌケティア                   |      |
| FW             | 87 | ブカヨ・サカ                         |      |
| 監督           |    |                                      |      |
| ウナイ・エメリ |    |                                      |      |

| UEFA選出マン・オブ・ザ・マッチ エデン・アザール 副審 フィリッポ・メリ ロレンツォ・マンガネッリ 第4審判 ダニエレ・オルサート VAR マッシミリアーノ・イラーティ VARアシスタント マルコ・ギダ シモン・マルチニアク オフサイドVAR パベル・ソコルニツキ | 試合ルール - 試合時間は90分。 - 90分終了後同点の場合、30分の延長戦が行われる。 - 120分終了後同点の場合、PK戦で勝敗が決定される。 - 控えは12名まで。 - 最大3人まで交代可能。ただし延長戦に入った場合は追加で1人可能。 |

### 統計
|                | チェルシー | アーセナル |
| -------------- | ---------- | ---------- |
| 得点           | 0          | 0          |
| シュート       | 5          | 4          |
| 枠内シュート   | 2          | 0          |
| セーブ         | 0          | 2          |
| 支配率         | 55%        | 45%        |
| コーナーキック | 3          | 3          |
| ファウル       | 8          | 6          |
| オフサイド     | 1          | 1          |
| イエローカード | 0          | 0          |
| レッドカード   | 0          | 0          |

|                | チェルシー | アーセナル |
| -------------- | ---------- | ---------- |
| 得点           | 4          | 1          |
| シュート       | 9          | 11         |
| 枠内シュート   | 6          | 2          |
| セーブ         | 1          | 2          |
| 支配率         | 42%        | 58%        |
| コーナーキック | 4          | 2          |
| ファウル       | 6          | 5          |
| オフサイド     | 0          | 2          |
| イエローカード | 2          | 0          |
| レッドカード   | 0          | 0          |

|                | チェルシー | アーセナル |
| -------------- | ---------- | ---------- |
| 得点           | 4          | 1          |
| シュート       | 14         | 15         |
| 枠内シュート   | 8          | 2          |
| セーブ         | 1          | 4          |
| 支配率         | 48%        | 52%        |
| コーナーキック | 7          | 5          |
| ファウル       | 14         | 11         |
| オフサイド     | 1          | 3          |
| イエローカード | 2          | 0          |
| レッドカード   | 0          | 0          |

## 試合後
- 大会を制覇したチェルシーはリーグ戦を3位で終え既にCL出場権を獲得していたが、EL王者の枠で来シーズンのCLに出場することとなったため、代わりにリーグ・アンで3位となったオリンピック・リヨンがCL出場権を獲得した。またトルコリーグ2位のイスタンブール・バシャクシェヒルとオーストリアリーグ2位のリンツも予選2回戦ではなく3回戦からの出場に変更となった[33]。
- この試合で2点目を挙げたチェルシーFWペドロは、2011年のCL決勝(マンチェスター・ユナイテッド戦)でも得点を挙げており、CLとELの両方の決勝で得点した史上初の選手となった。またEL制覇により、同選手が獲得し得るサッカーの主要国際大会6つ(ワールドカップ、EURO、CL、EL、UEFAスーパーカップ、FIFAクラブワールドカップ)を全て獲得した史上初の選手となった[注釈 2]。
- 敗れたアーセナルは3年連続でCL出場権を逃すことになった。3年連続でCL出場権を逃すのは1997年以来22年ぶり。

## 日本における中継
2018-19シーズンより放映権がこれまでのスカパー!からDAZNに変わり、決勝戦もDAZNの独占放送となった。
- DAZN
  - 解説 : 福田正博
  - 実況 : 安井成行